# Brossard
Brossard é uma cidade localizada no província canadense de Quebec. A sua área é de 45,74 km², sua população é de 65 026 habitantes, e sua densidade populacional é de 1 422 hab/km² (segundo o censo canadense de 2001). A cidade foi fundada em 14 de fevereiro de 1958. 